# Tisamenus lachesis
Tisamenus lachesis (Syn. Hoploclonia lachesis) ist eine auf den philippinischen Inseln Luzon, Samar und Polillo vorkommende Gespenstschrecken-Art aus der Familie der Heteropterygidae.

## Merkmale

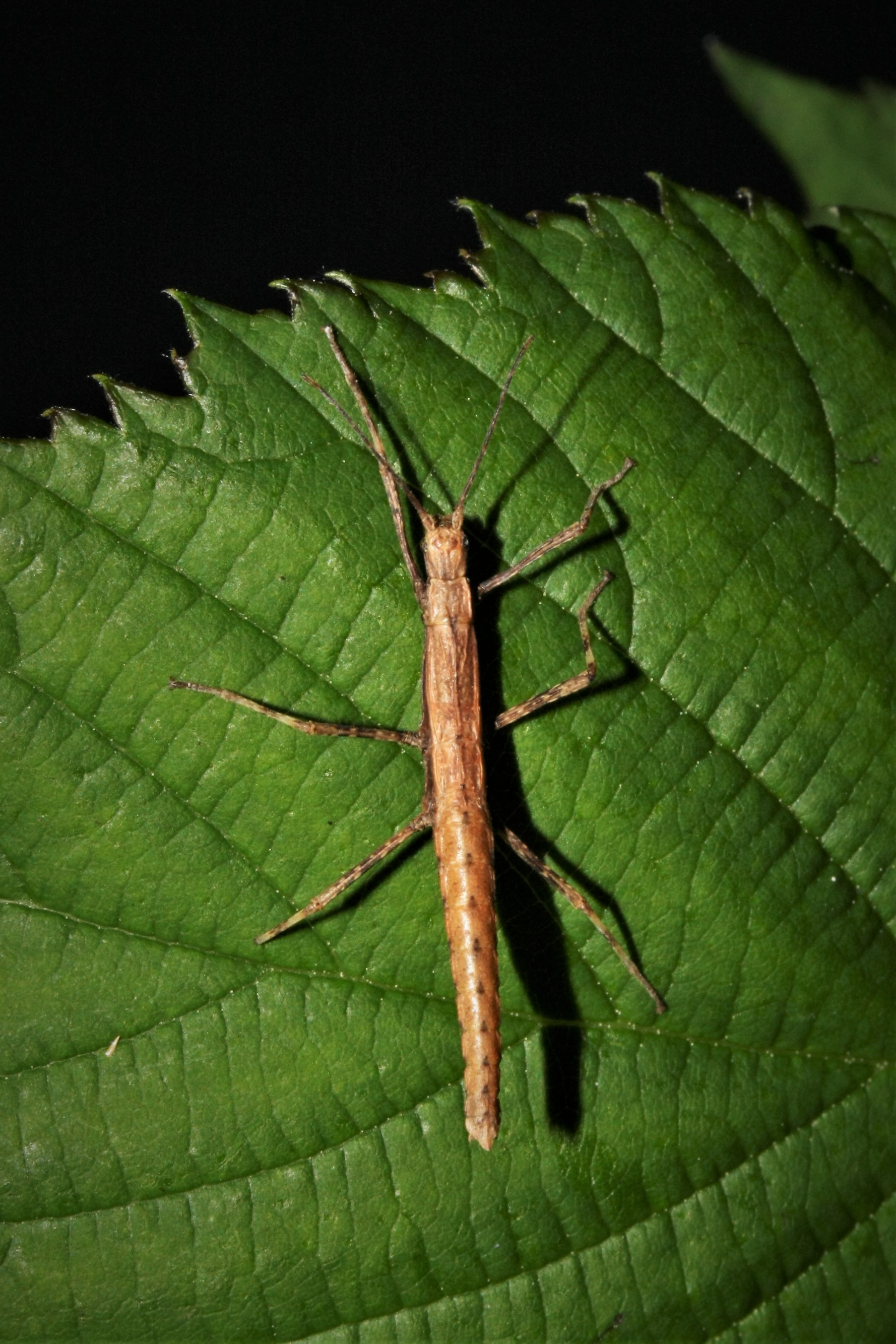
Frisch geschlüpfte Nymphe

Von dieser Tisamenus-Art waren lange Zeit nur Männchen bekannt. Wie Tisamenus draconinus und Tisamenus hystrix ist sie relativ stachlig. Wie bei diesen befinden sich deutliche, relativ spitze Stacheln auf dem hinteren Mesonotum (posteriore Mesonatale) und kleinere, stumpfere in der Mitte des Metanotums (mediane Metanotalen). Das gattungstypische Dreieck auf dem Mesonotum ist bei Tisamenus lachesis deutlich länger als es vorne breit ist, während es bei Tisamenus hystrix so breit wie lang ist. Bei beiden Arten enden die vorderen Ecken des Dreiecks in einzelnen Stacheln, während sie bei Tisamenus draconinus in zusammengesetzten Stacheln enden.
Die Art gilt als sehr variabel. Die Männchen werden etwa 41,5 bis 51 mm lang und zeigen zunächst eine rotbraune Färbung mit wenig Musterung, die mit zunehmender Alter dunkler wird. Auf dem Kopf befindet sich ein Paar nach vorne oben gerichtete Stacheln. Auf dem Pronotum sind drei Paar deutliche Stacheln in einer jeweils schräg nach außen laufenden Gruppe angeordnet. An den Seiten des langgestreckten Mesothorax befinden sich je fünf deutliche Stacheln, auf seiner Oberseite ist ein durch angehobene Kanten gebildetes, gleichschenkliges Dreieck zu finden. Die Basis diese Dreiecks bindet sich am Vorderrand des Mesonotums, ist stark erhöht und an den Eckpunkten mit Stacheln bewehrt. An den Seiten des Metathorax befinden sich je drei Stacheln, deren Länge von vorne nach hinten zunimmt. In Verlängerung der hinteren Spitze des Dreiecks vom Mesonotum befindet sich ein Längskamm auf dem Metanotum. Auf diesem können sich jeweils am hinteren Rand des Meso- und Metanotum zwei eng nebeneinanderliegenden Tuberkel befinden, die selten als kurze, stumpfe Stacheln ausgebildet sein können. Das Abdomen ist schlank und fast zylindrisch. Auf seinem zweiten bis fünften Segment befindet sich je ein schräg zur Seite gerichtetes Stachelpaar, deren Länge von vorne nach hinten kleiner wird. Auf diesen Segmenten können sich auch mittlere Stacheln befinden, die deutlich kleiner oder kaum erkennbar sind.
Die Weibchen sind etwa 57 bis 70 mm lang. Die Anzahl und Anordnung der Körperstrukturen und Stacheln ist identisch, wobei sämtliche Stacheln viel kürzer und stumpfer sind. Der Thorax wird vom Prothorax zum Metathorax ebenso gleichmäßig breiter, wie das Abdomen allmählich zum Ende hin wieder schmaler wird, so dass der Körper in der Draufsicht beidseits leicht konvex wirkt. Das Abdomen endet in einem relativ kurzen Legestachel (Ovipositor). Ihre Färbung ist deutlich variabler als die der Männchen. Neben den dominierenden Brauntönen ist eine kontrastreiche Zeichnung aus hellen Beige- und Schwarztönen besonders bei noch frisch adulten Weibchen verbreitet. Diese sind auf dem Thorax ausgeprägter, als auf dem meist nur braun und schwarz gemusterten Abdomen. Mit zunehmendem Alter verliert diese Zeichnung an Kontrast.

## Vorkommen und Lebensweise
Die Art wurde an einem Männchen von der Insel Pollilo beschrieben. Alle weiteren Funde stammen von den Inseln Samar und Luzon. Auf Samar wurde sie in der Provinz Northern Samar gefunden, während von Luzon, wo die Art stellenweise sehr häufig auftritt, Funde aus den Provinzen Aurora, Isabela, Quezon, Sorsogon, Bulacan und Laguna dokumentiert sind. Dort wurden sie jeweils an bodendeckenden Pflanzen in maximal 20 cm Höhe gefunden.
Die Weibchen legen mehrmals pro Woche ein Ei in den Boden ab. Die Eier sind 5,1 mm lang und 2,8 mm hoch, braun und behaart. Der Deckel (Operculum) sitzt in einem Opercularwinkel von ca. 20° auf dem Ei. Die Mikropylarplatte bildet wie bei vielen Obriminae ein auf dem Kopfstehendes Y (Siehe auch Bau der Gespenstschreckeneier). Die Nymphen sind beim Schlupf etwa 15 mm lang, schlank und braun gefärbt. Während die Männchen schlank bleiben und im Laufe der nächsten Häutungen allmählich ihre spätere Form und Farbe ausbilden, werden die weiblichen Nymphen zusehends breiter und kontrastreicher gefärbt, bis sie als subadulte Tiere ihre maximale Musterung und Farbvarianz zeigen. Adult können beide Geschlechter noch mehr als ein Jahr leben.

## Systematik
James Abram Garfield Rehn und sein Sohn John William Holman Rehn beschrieben die Art 1939 als Hoploclonia lachesis. Der Beschreibung liegt ein männlicher Holotypus zugrunde, welcher auf der Insel Polillo gesammelt wurde und aus der Sammlung von Taylor stammte. Es ist im National Museum of Natural History in Washington, D.C. hinterlegt. Der Artname „lachesis“ ist der griechischen Mythologie entlehnt. Lachesis ist dort die mittlere der drei Moiren, wobei auch deren zwei Schwestern Klotho und Atropos als Artnamen bei der Erstbeschreibung weiterer Hoploclonia-Arten in derselben Arbeit verwendet werden. Rehn und Rehn unterteilten die von ihnen in Hoploclonia geführten bzw. beschriebenen, philippinischen Vertreter nach morphologischen Aspekten in verschiedene Gruppen. In die sogenannte Draconina-Gruppe stellten sie mit Hoploclonia draconina (heute Tisamenus draconinus), Hoploclonia lachesis und der ebenfalls von ihnen neubeschriebenen Hoploclonia hystrix (heute Tisamenus hystrix), sehr stark bestachelte, eher langgestreckte und langbeinige Arten. Bis 2004 wurde Tisamenus lachesis in Hoploclonia geführt. Erst Oliver Zompro stellte die Art gemeinsam mit allen anderen philippinischen Vertretern in die Gattung Tisamenus. Der Holotypus galt lange als einziger gesicherter, bekannter Vertreter der Art. Zompro entdeckte im Oktober 2000 in der Sammlung des Natural History Museum in London ein 1908 von C. S. Banks auf den Philippinen gesammeltes Männchen, welches als juveniles Exemplar einer Obrimus-Art beschriftet war. Seine Bestimmung des Tiers ergab, dass es sich um einen weiteren Vertreter dieser Art handeln könnte, so dass er es, der damaligen Gattungszugehörigkeit folgend, als Hoploclonia cf. lachesis benannte. Es ähnelt in vielen Aspekten dem adulten Holotypus, ist aber insbesondere an den Rändern des Meso- und Metanotums deutlich weniger bestachelt als dieser. Frank H. Hennemann identifizierte diese Tier als Vertreter der weniger bestachelten Tisamenus polillo.
Sarah Bank et al bezogen in ihre molekulargenetischen, 2021 veröffentlichten Untersuchungen ein Tier vom Mount Binangonan in Quezon unter dem seinerzeit für den Zuchtstamm der Art verwendeten Namen Tisamenus serratorius ein. Diese erwies sich als nicht konspezifisch mit allen anderen Proben die aus der Gattung untersucht worden sind. Außerdem wurde gezeigt, dass Tisamenus lachesis nicht so eng mit der ebenfalls untersuchten Tisamenus hystrix verwandt ist, wie es Rehn und Rehn 1939 in ihrer Gruppeneinteilung vermutet hatten.

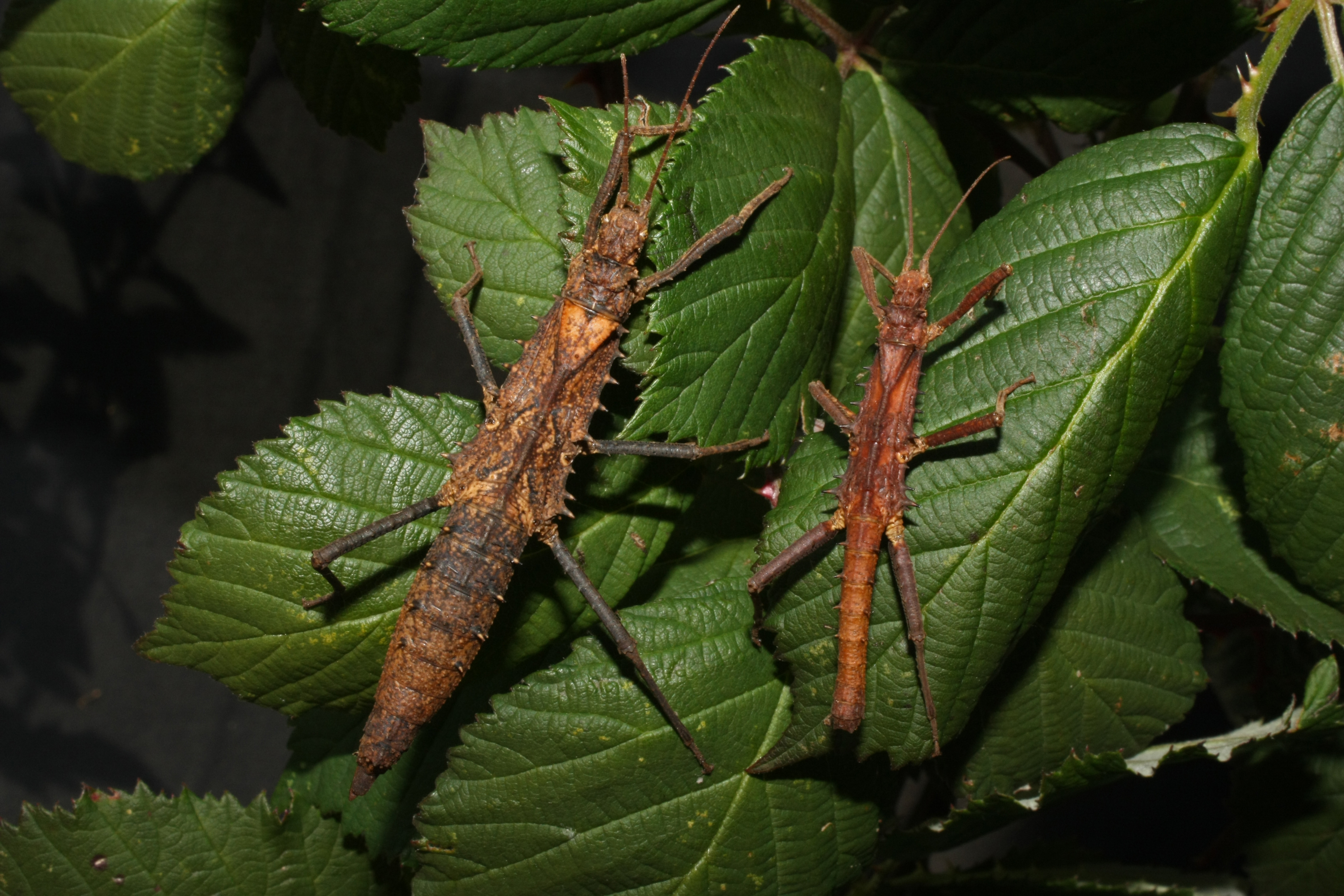
Pärchen aus dem Quezon National Park

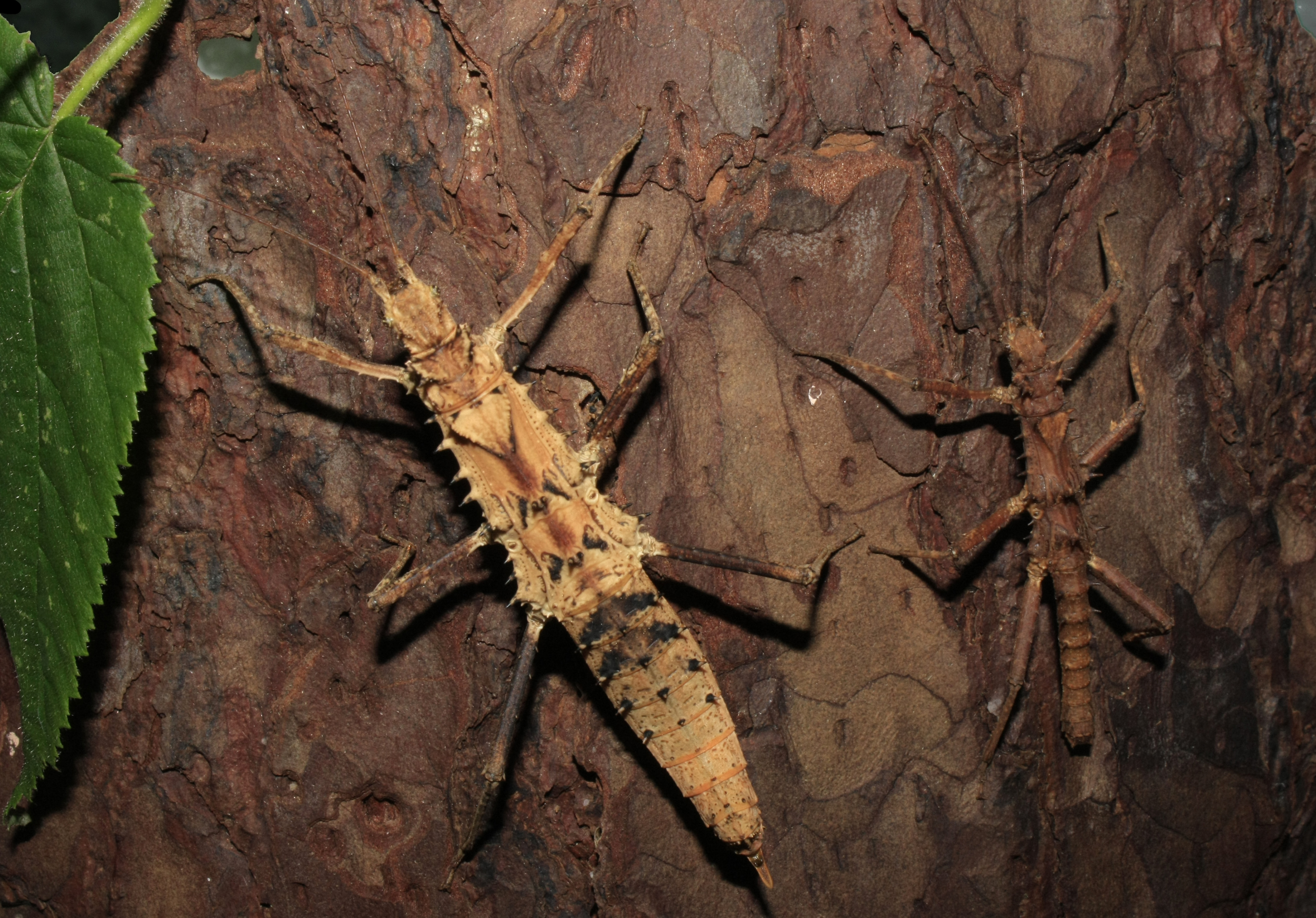
Pärchen vom Zuchtstamm aus Cunayan

## Terraristik
Tisamenus lachesis war die erste Art der Gattung, die in den Terrarien der europäischen Liebhaber zu finden war, allerdings wurden bzw. werden alle Zuchtstämme als Vertreter von Tisamenus serratorius bezeichnet. Der erste Zuchtstamm wurde 2009 von Joachim Bresseel und Thierry Heitzmann in der Provinz Quezon auf der Insel Luzon gesammelt. Dessen Fundorte sind die Sierra Madre Berge nahe Real und Real selbst. Weitere Tiere fanden Bresseel, Rob Krijns und Tim Bollens 2010. Nach Europa kamen die Tiere zunächst als Tisamenus sp. 'Sierra Madre' bzw. Tisamenus sp. 'Real'. Später wurde die Art von Bresseel als Tisamenus serratorius identifiziert. Die Phasmid Study Group führt sie unter diesem Namen und der PSG-Nummer 314.
Heitzmann sammelte Ende November 2008 im Quezon-Nationalpark ein Weibchen auf das ein weiterer, dieser Art zugehöriger Zuchtstamm zurückgeht. Dieser wurde nach seinem Fundort zunächst als Tisamenus sp. 'Quezon-Nationalpark' oder auch Tisamenus serratorius 'QNP' (für Quezon-Nationalpark) angesprochen. Bressell, Bollens und Mark Bushell fanden ebenfalls auf Luzon in der Provinz Aurora nahe der Stadt San Luis in Cunayan weitere, sehr ähnliche Tiere, die entlang der Körpermitte mehr bzw. deutlichere Stacheln aufwiesen, die nicht mehr in Zucht sind. Auch sie wurden nach ihrem Fundort bezeichnet und Tisamenus sp. 'Cunayan' genannt. Die Phasmid Study Group führt sie unter der PSG-Nummer 359. Erst 2025 identifizierte Hennemann alle bis dahin als Tisamenus serratorius bekannten Zuchtstämme als Vertreter von Tisamenus lachesis.
Die Haltung und Zucht der genannten Zuchtstämme gilt als einfach. Sie fressen bereitwillig an verschiedensten Futterpflanzen wie Hasel, Brombeeren und anderen Rosengewächsen, aber auch Feuerdorn und Johanneskräuter. Sie benötigen nur kleine, mäßig feuchte Terrarien mit Bodengrund zur Eiablage.

## Bilder

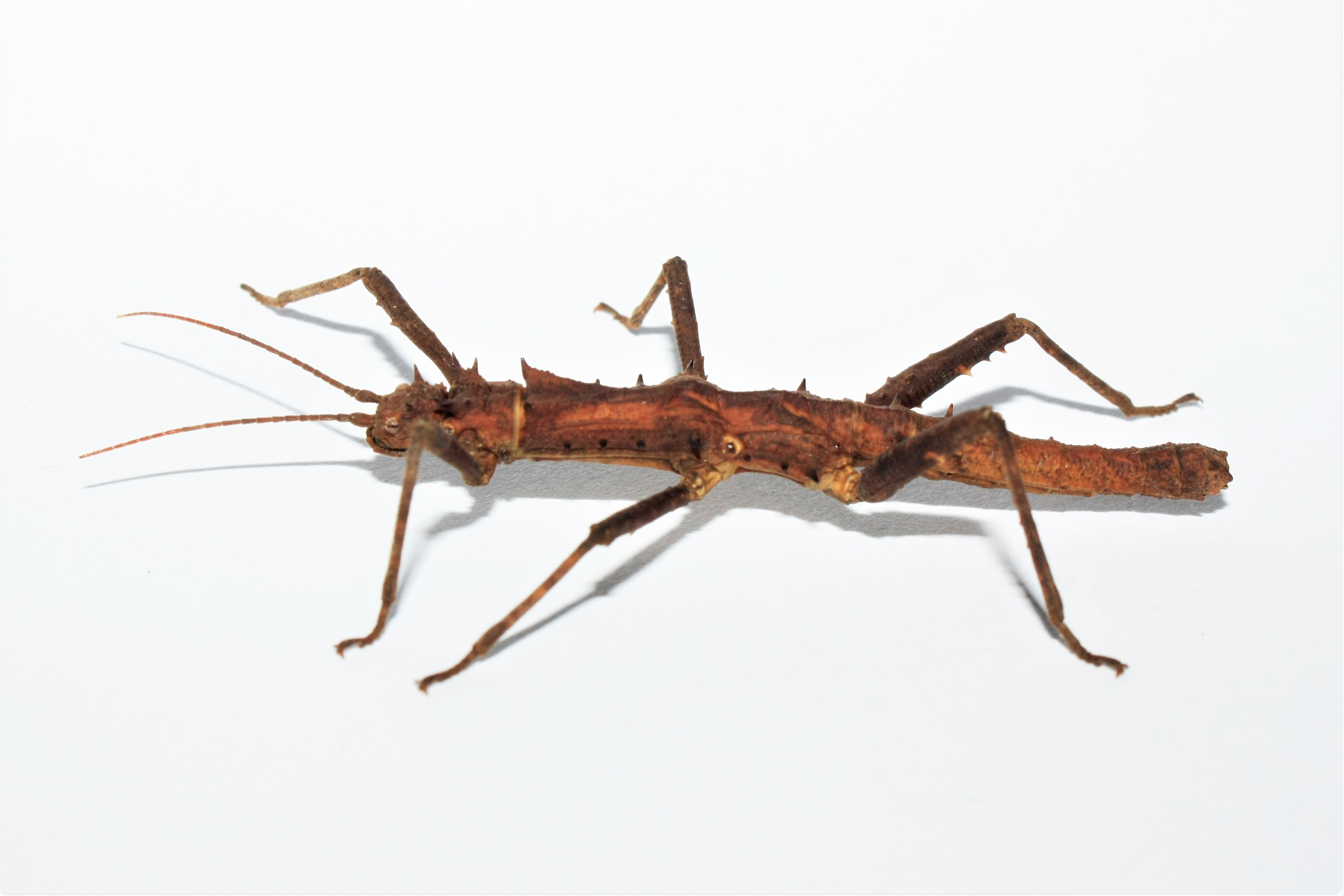
Männchen vom 'Sierra Madre'-Zuchtstamm – lateral
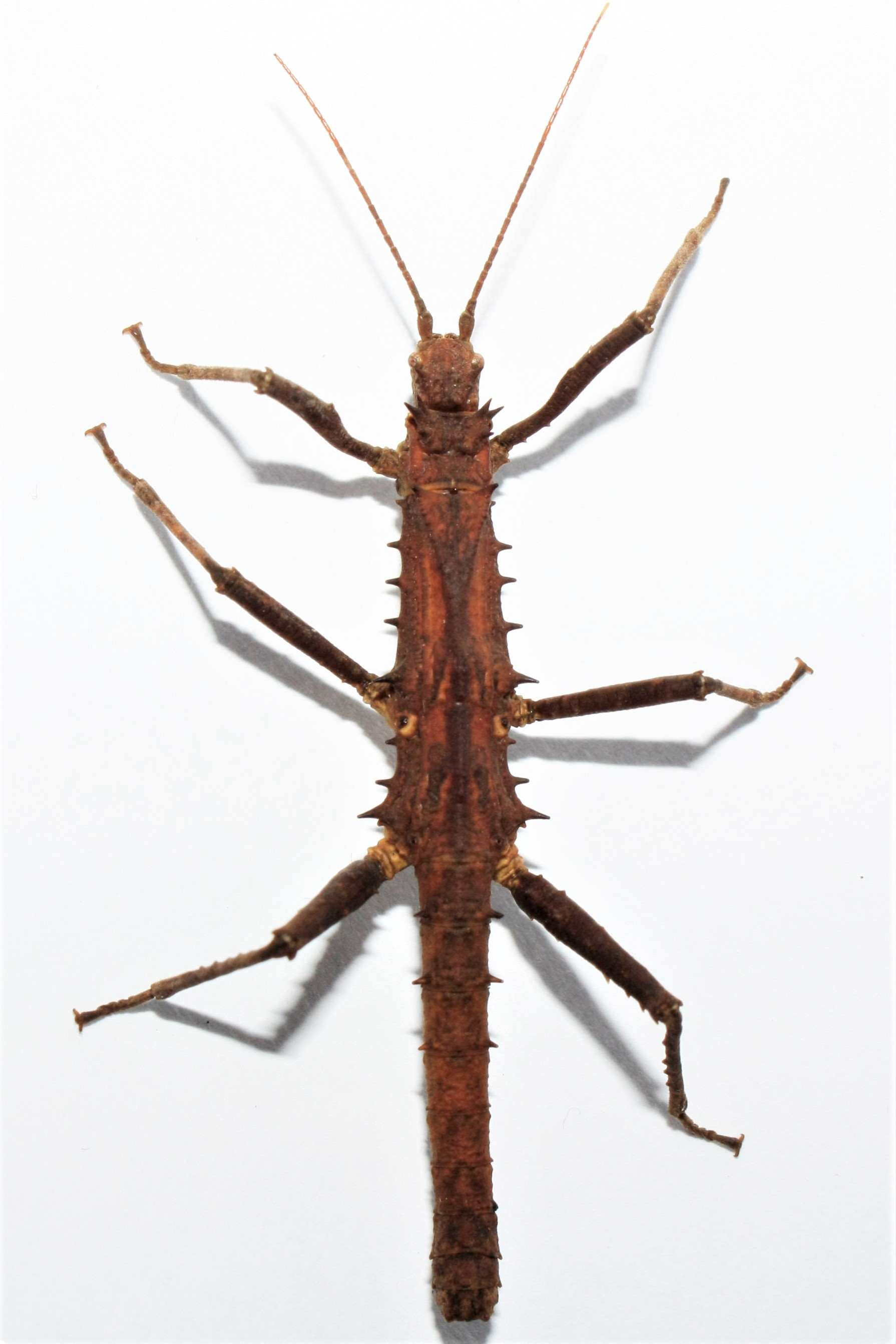
Männchen vom 'Sierra Madre'-Zuchtstamm – dorsal
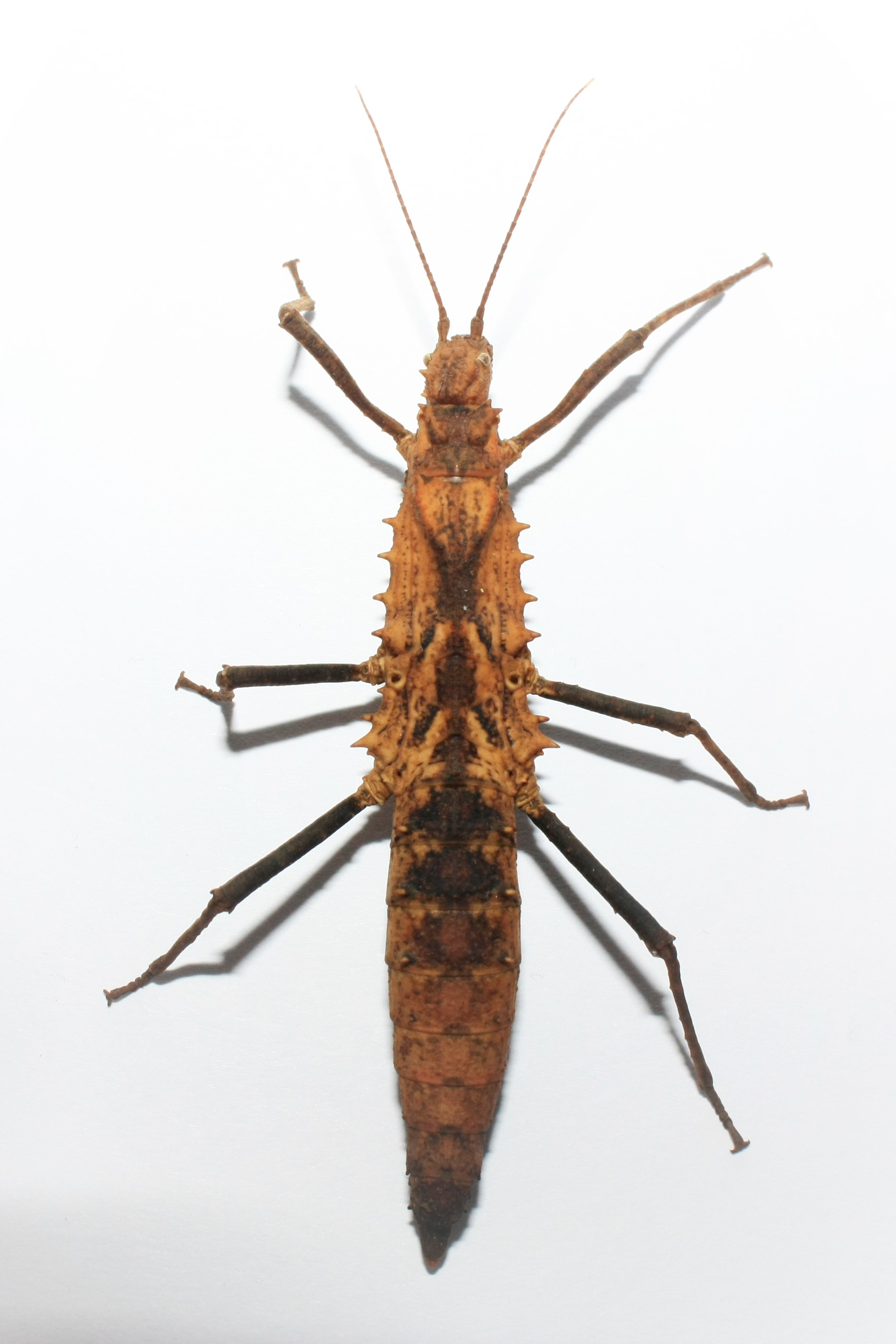
Weibchen vom 'Sierra Madre'-Zuchtstamm – dorsal
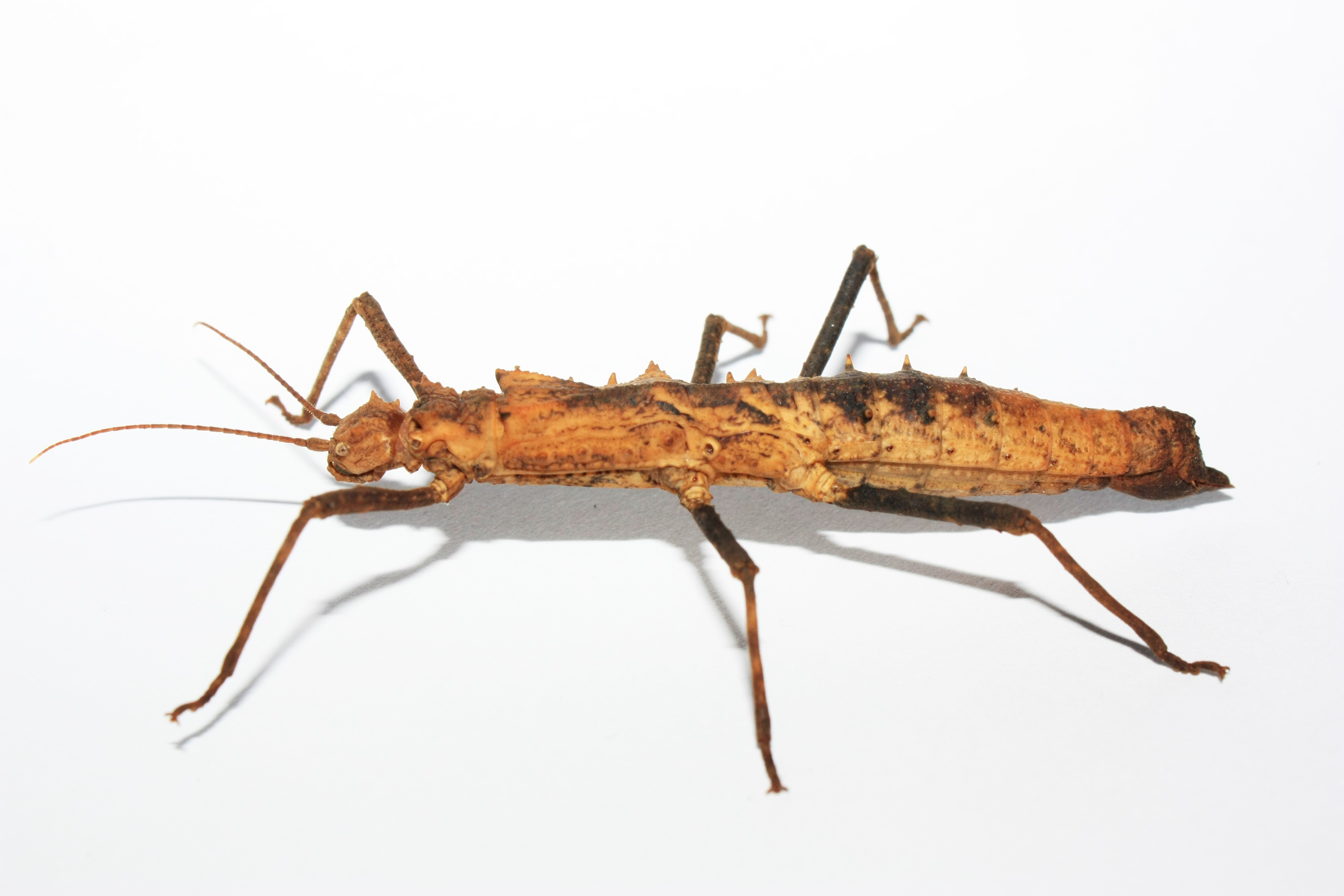
Weibchen vom 'Sierra Madre'-Zuchtstamm – lateral